# Аоки, Кадзухико
Кадзухико Аоки (яп. 青木 和彦 Аоки Кадзухико) — японский геймдизайнер и игровой продюсер, наиболее известный по работе над играми компании Square Enix.

## Участие в проектах
- Hanjuku Hero (1988) — директор
- Final Fantasy III (1990) — дизайн
- Final Fantasy IV (1991) — дизайн сражений
- Hanjuku Hero: Aa, Sekaiyo Hanjukunare...! (1993) — директор
- Final Fantasy VII (1997) — дизайн событий
- Final Fantasy IV (1997) — директор (версия для PlayStation)
- Chocobo's Dungeon (1997) — директор
- Final Fantasy V (1998) — главный управляющий (версия для PlayStation)
- Chocobo's Dungeon 2 (1998) — директор
- Final Fantasy IX (2000) — директор событий, сценарий
- Final Fantasy Crystal Chronicles (2003) — директор
- Code Age Commanders (2005) — игровой дизайн
- Final Fantasy III (2006) — директор сражений (версия для Nintendo DS)